# 王祖畬

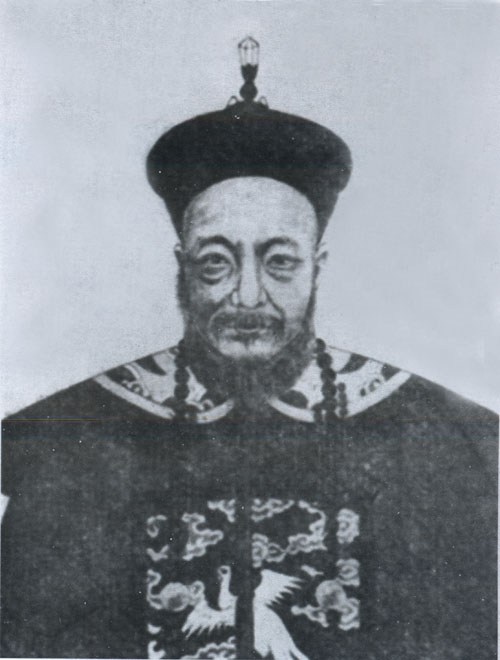
王祖畬像

王祖畬（1842年—1918年），字岁三，一字紫翔，江蘇省太倉直隸州鎮洋縣人。晚清進士、政治人物。
光绪九年（1883年）进士，同年五月，改翰林院庶吉士光緒十八年五月，散館，著以知县即用，官至河南汤阴县知县。因父丧归里守制，讲学以终。